# Bundesstraße 412
Pour les articles homonymes, voir Route 412.
La Bundesstraße 412 est une Bundesstraße du Land de Rhénanie-Palatinat.

## Géographie
Elle mène de Brohl-Lützing sur le Rhin en passant par Kempenich à Döttingen près du Nürburgring. Elle est remplacée par l'A 61 entre Niederzissen et Wehr.
À Döttingen, elle croise la B 258, qui passe directement par Brünnchen et Pflanzgarten sur la Nordschleife. Cela fait de la B 412 une route importante entre l'A 61 et Nürburgring.

## Source
- (de) Cet article est partiellement ou en totalité issu de l’article de Wikipédia en allemand intitulé « Bundesstraße 412 » (voir la liste des auteurs).

1. 1 2  (de) Günther Schmitt, « Vor 45 Jahren wurde die Ahrtalbrücke eröffnet », sur General-Anzeiger, 2020 (consulté le 22 juin 2021)
2. ↑  (de) Dorothee Sänger, Michael Gahr, Eifel : 30 MTB-Touren, Bergverlag Rother année=2014 (lire en ligne), p. 101